# سرجینیو
سرجیو آنتونیو سولر دی اولیویرا جونیور ملقب به سرجینیو بازیکن فوتبال برزیلی تیم فوتبال کاشیما آنتلرز ژاپن است. او در بازی رفت فینال لیگ قهرمانان آسیا ۲۰۱۸ به پرسپولیس گل زد.